# Fishbone
Fishbone é uma banda americana de rock  alternativo que toca uma fusão de ska, punk rock, funk metal e muito mais. A banda foi formada em 1979 em Los Angeles por Angelo Moore, que usa o nome artístico de Dr. Madd Vibe (vocais, variando de saxofones sopranino até bases com teremin); Kendall Jones (guitarra); John Norwood Fisher (baixo), Felipe "Peixe" Fisher (bateria), "Dirty" Walter A. Kibby III (vocal e trompete) e Chris Dowd (teclados, trombone, vocal). O grupo veio da mesma cena de Los Angeles, onde surgiram bandas como Red Hot Chili Peppers e Jane's Addiction.